# Биггс, Джейсон
Дже́йсон Мэ́ттью Биггс (англ. Jason Matthew Biggs; род. 12 мая 1978, Помптон-Плэйнс, Нью-Джерси) — американский актёр, ставший широко известным после роли в серии фильмов «Американский пирог».

## Ранние годы
Биггс родился в семье медсестры и менеджера судоходной компании в Нью-Джерси.
После роли еврея Джима Левенстайна в «Американском пироге», актёр пошутил в одном из интервью, что у него еврейский характер, хотя сам является потомком итальянцев.

## Карьера
Биггс начал карьеру в возрасте тринадцати лет. В 1991 году он дебютировал в сериале Drexell’s Class на телеканале Fox. В том же году Биггс дебютировал на Бродвее в постановке Conversations with My Father, это помогло ему участвовать в опере World Turns. За эти роли он получил награду «Эмми».
В 15 лет его взяли на постоянную роль в популярную мыльную оперу «Как вращается мир». Он снимался в ней два сезона (1994—1995) и завоевал номинацию на телевизионную премию «Дайджест мыльных опер».
Из-за всего этого Биггс не смог окончить колледж. Один семестр он учился в Нью-Йоркском университете, потом ушёл оттуда и попытался продолжить учёбу в университете Монтклер штата Нью-Джерси. Там Биггс продержался всего несколько недель. К этому времени уже истек его контракт на телевидении. Биггс решил отправиться в Голливуд, где в 1997 году получил свою первую кинороль в фильме «Каникулы с Элвисом Пресли».
Сразу же после ошеломляющего успеха «Американского пирога», номинированного на Blockbuster Entertainment Awards и MTV Movie Awards, Биггс стал много сниматься. Кроме того, он заключил эксклюзивный контракт с Miramax Films и одновременно — сделку на разработку новых проектов с 20th Century Fox Television.
Позже снялся в преуспевающем сериале «Оранжевый — хит сезона», где тоже играет еврея.

## Личная жизнь
В январе 2008 года Биггс обручился с актрисой Дженни Моллен, с которой познакомился на съёмках фильма «Девушка моего лучшего друга»; они поженились 23 апреля того же года. У супругов есть двое сыновей — Сид (род. февраль 2014) и Лазло (род. октября 2017).

## Фильмография
| Год       |     | Русское название                            | Оригинальное название              | Роль                                |
| --------- | --- | ------------------------------------------- | ---------------------------------- | ----------------------------------- |
| 1990      | мф  | —                                           | Mike Mulligan and His Steam Shovel | маленький мальчик                   |
| 1991      | ф   | К чертям собачьим                           | The Boy who Cried Bitch            | Роберт                              |
| 1991—1992 | с   | Класс Дрексела                              | Drexell’s Class                    | Уилли Транкас                       |
| 1994      | с   | Как вращается мир                           | As the World Turns                 | Пит Уэндалл                         |
| 1997      | ф   | Лагерные истории                            | Camp Stories                       | Эбби                                |
| 1997      | с   | Абсолютная безопасность                     | Total Security                     | Робби Розенфельд                    |
| 1999      | ф   | Американский пирог                          | American Pie                       | Джим Левенстайн                     |
| 1999      | ф   | Детройт — город рока                        | Detroit Rock City                  | парень в красном спортивном костюме |
| 2000      | ф   | Мальчики и девочки                          | Boys and Girls                     | Хантер / Стив                       |
| 2000      | ф   | Неудачник                                   | Loser                              | Пол Таннек                          |
| 2001      | ф   | Стерва                                      | Saving Silverman                   | Даррен Сильверман                   |
| 2001      | ф   | Американский пирог 2                        | American Pie 2                     | Джим Левенстайн                     |
| 2001      | ф   | Джей и Молчаливый Боб наносят ответный удар | Jay and Silent Bob Strike Back     | играет себя                         |
| 2001      | ф   | Нация прозака                               | Prozac Nation                      | Рейф                                |
| 2002      | с   | Не в центре                                 | Off Centre                         | Рик Стив                            |
| 2003      | ф   | Американский пирог: Свадьба                 | American Wedding                   | Джим Левенстайн                     |
| 2003      | ф   | Кое-что ещё                                 | Anything Else                      | Джерри Фолк                         |
| 2004      | ф   | Девушка из Джерси                           | Jersey Girl                        | Артур Брикман                       |
| 2004      | с   | Фрейзер                                     | Frasier                            | доктор Хоук                         |
| 2005      | ф   | Парень Икс                                  | Guy X                              | капрал Руди Спруэнс                 |
| 2005      | с   | Уилл и Грейс                                | Will & Grace                       | Бейби Гленн                         |
| 2006      | ф   | Белый плен                                  | Eight Below                        | Чарли Купер                         |
| 2006      | ф   | Женюсь на первой встречной                  | Wedding Daze                       | Андерсон                            |
| 2006      | ф   | Фарс пингвинов                              | Farce of the Penguins              | неуверенный пингвин                 |
| 2007      | кор | —                                           | The Glitch                         | Алан                                |
| 2007      | тф  | Я в аду                                     | I’m in Hell                        | Ник                                 |
| 2008      | ф   | Невеста с того света                        | Over Her Dead Body                 | Дэн                                 |
| 2008      | ф   | Девушка моего лучшего друга                 | My Best Friend’s Girl              | Дастин                              |
| 2008      | ф   | Низшее образование                          | Lower Learning                     | Том Уилломен                        |
| 2009      | кор | Похищение Кейтлинн                          | Kidnapping Caitlynn                | Макс                                |
| 2009      | тф  | Счастье — это ещё не всё                    | Happiness Isn’t Everything         | Джейсон Хамбургер                   |
| 2010      | кор | Третье правило                              | The Third Rule                     | Дон                                 |
| 2010      | тф  | Настоящая любовь                            | True Love                          | Генри                               |
| 2011      | с   | Безумная любовь                             | Mad Love                           | Бен Парр                            |
| 2011      | ф   | Лучшие друзья и ребёнок                     | Life Happens                       | Сергей                              |
| 2012      | ф   | Американский пирог: Все в сборе             | American Reunion                   | Джим Левенстайн                     |
| 2012      | ф   | Выборы-выборы                               | Grassroots                         | Фил Кэмпбелл                        |
| 2012—2013 | с   | Хорошая жена                                | The Good Wife                      | Дилан Стек                          |
| 2012—2014 | мс  | Черепашки-ниндзя                            | Teenage Mutant Ninja Turtles       | Леонардо                            |
| 2013      | тф  | —                                           | Yukon Kornelius                    | н/д                                 |
| 2013—2017 | с   | Хорошая жена                                | The Good Wife                      | Дилан Стек                          |
| 2014      | с   | Оранжевый — хит сезона                      | Orange Is the New Black            | Ларри Блум                          |
| 2016      | ф   | Всё по-взрослому                            | Amateur Night                      | Гай Картер                          |
| 2016      | ф   | Двое для одного                             | All At Once                        | Маркус                              |
| 2016      | с   | На ночь глядя                               | Nightcap                           | играет себя                         |
| 2016      | с   | Просто я люблю тебя по-своему               | I Like You Just the Way I Am       | Джейсон                             |
| 2017      | с   | Хорошая борьба                              | The Good Fight                     | Дилан Стек                          |
| 2017      | ф   | Дорогой диктатор                            | Coup d’Etat                        | мистер Спайнс                       |
| 2017      | ф   | Кем мы стали                                | Who We Are Now                     | Винс                                |
| 2017      | тф  | —                                           | Charlie Foxtrot                    | капитан Чарли Тейлор                |
| 2019      | ф   | Джей и Молчаливый Боб: Перезагрузка         | Jay and Silent Bob Reboot          | играет себя                         |
| 2020      | ф   | Объект съёмки                               | The Subject                        | Фил Уотерхаус                       |
| 2020      | с   | В меньшинстве                               | Outmatched                         | Майк Беннетт                        |
| 2023      | ф   | Самое. Лучшее. Рождество                    | Best. Christmas. Ever!             | Роб Сандерс                         |
| 2024      | ф   | Сеанс в 16:30                               | The 4:30 Movie                     | рабочий-строитель                   |
| 2024      | ф   | Операция Тако Гэри                          | Operation Taco Gary’s              | играет себя                         |

## Награды
- 2002 — Премия канала «MTV» в категории «Лучший поцелуй» («Американский пирог 2»).